# Bavanište
Bavanište (en serbe cyrillique : Баваниште ; en hongrois : Homokbálványos) est une localité de Serbie située dans la province autonome de Voïvodine. Elle fait partie de la municipalité de Kovin dans le district du Banat méridional. Au recensement de 2011, elle comptait 5 832 habitants.
Bavanište est officiellement classé parmi les villages de Serbie.

## Géographie
Bavanište se trouve à 11 km de Kovin, sur la route Belgrade-Pančevo-Kovin et sur la route Kovin-Bela Crkva-Kaluđerovo, qui se prolonge en Roumanie.

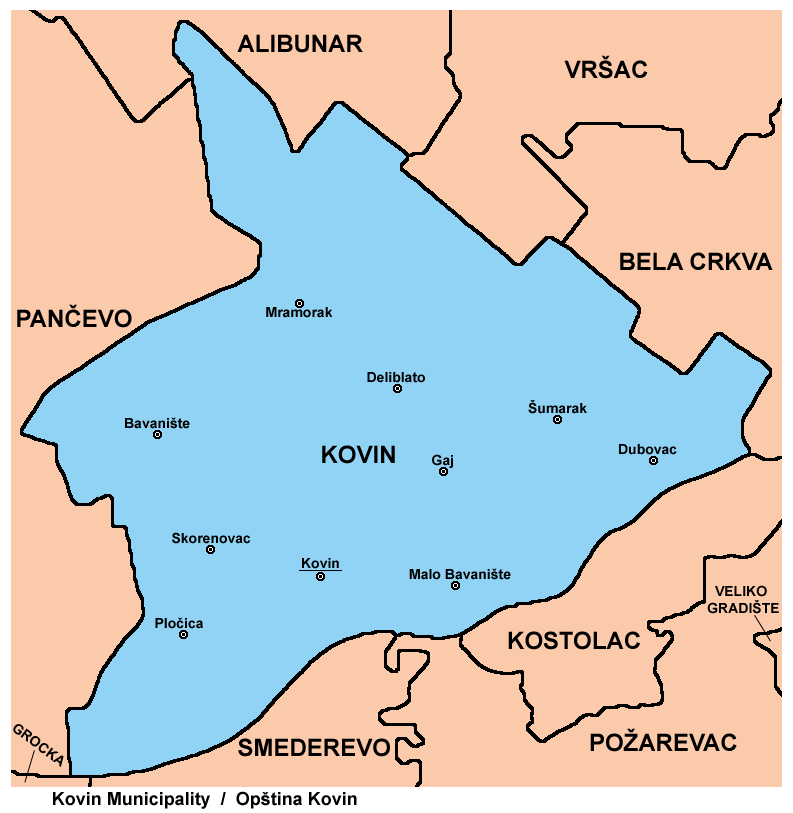
Carte de la municipalité de Kovin

## Histoire
Bavanište est mentionné pour la première fois en 1412 ; la localité est encore mentionnée en 1428. Comme le reste du Banat, Bavanište fut conquis par les Ottomans après la chute du despotat de Serbie. En 1660, les deux localités de Veliko Bavanište et Malo Bavanište figurent sur une carte de la région. Au XVIIIe siècle eurent lieu des changements majeurs, liés aux migrations, aux guerres et aux maladies. Sur les cartes de 1723 et de 1761, les deux localités sont signalées comme inhabitées. En revanche, en raison de la fertilité des terres alentour, les Autrichiens refondèrent Bavanište en 1766 et la localité fut repeuplée par des Serbes de Kovin, de Gaj, de Dolovo et de Dubovac. En 1768 fut construite la première église de la localité, avec un presbytère édifié en 1772, qui abrita une ébauche d'école élémentaire ; cette première église fut suivie d'une seconde en 1778 par la construction d'une seconde église. Une première bibliothèque ouvrit ses portes en 1809 et, en 1831, une première école autonome fut créée dans le village, avec deux salles de classe. À partir de 1854, un marché hebdomadaire se tint à Bavanište. Une poste d'État y fut créée en 1868 ; l'école fut dotée d'une bibliothèque en 1879 et une salle de lecture fut ouverte en 1888; le village eut sa première pharmacie en 1892. L'année 1894 fut celle de l'ouverture de la ligne de chemin de fer Kovin-Vladimirovac-Vršac ; Bavanište eut à son tour une gare sur cette ligne.

## Démographie

### Évolution historique de la population
| 1948  | 1953  | 1961  | 1971  | 1981  | 1991  | 2002  | 2011  |
| ----- | ----- | ----- | ----- | ----- | ----- | ----- | ----- |
| 5 805 | 6 053 | 6 133 | 6 322 | 6 412 | 6 517 | 6 106 | 5 832 |

|  |

## Tourisme

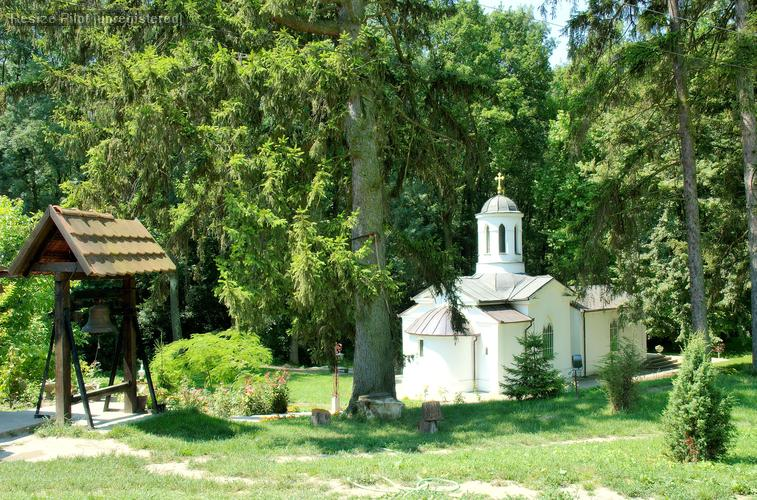
Le monastère de Bavanište

Sur le territoire du village se trouve le monastère orthodoxe serbe de Bavanište.